# Pabellón Siglo XXI
Se trata de un pabellón de una edificación dividida, en planta, en dos grandes áreas y, en altura, en tres niveles. Las dos grandes áreas acogerán, los dos usos que contempla el programa, separados por una zona de acceso, control y distribución que, a su vez, enlazará el ACTUR con la Avda. de Ranillas, a través de la instalación:
El Pabellón "Siglo XXI", que ha sido proyectado por el arquitecto zaragozano Fernando Ruiz de Azúa, se construye en una parcela municipal de 35.432 metros cuadrados que se encuentra en la confluencia de la Avenida de Ranillas y la calle Luis Legaz Lacambra. De ella, 23.000 metros están ocupados por la edificación, y los 12.500 restantes se dedicarán a estacionamientos y zonas libres. Con ello, este es el equipamiento municipal con mayor superficie construida, y ofrece una referencia visual y simbólica de primera magnitud para quienes acceden a la ciudad desde la autopista A-68 por el noroeste.
Los requerimientos funcionales de este nuevo centro deportivo municipal responden a un doble criterio: ofrecer un espacio de primera calidad para la práctica de deportes y competiciones de elite, de manera complementaria al Pabellón Príncipe Felipe, y dar cabida a las actividades deportivas y recreativas de la zona de la ciudad en que se asienta, una de las más dinámicas y con una población de más de 65.000 habitantes en el distrito, permitiendo además que se compatibilicen ambos usos de forma simultánea.
Abrió sus puertas el 17 de septiembre de 2007.

## Sede de importantes competiciones
- Copa del Mundo de Aeróbic en septiembre de 2007.[4]
- Fase Final de la XXXV Copa del Rey de Voleibol en marzo de 2010[5]
- Campeonato Mundial de Baloncesto Femenino Sub-17 de 2016